# Hymenophyllum cuneatum
Hymenophyllum cuneatum är en hinnbräkenväxtart som beskrevs av Kze. Hymenophyllum cuneatum ingår i släktet Hymenophyllum och familjen Hymenophyllaceae.

## Underarter
Arten delas in i följande underarter:
- H. c. calyciforme
- H. c. rariforme